# Saint-Hilaire-des-Loges

Saint-Hilaire-des-Loges este o comună în departamentul Vendée, Franța. În 2009 avea o populație de 1,906 de locuitori.